# Gaston Cheq
Gaston Cheq (né le 14 janvier 1866 à Bar-sur-Aube, où il est mort le 23 septembre 1937) est le principal meneur de la révolte des vignerons de l'Aube en 1911.

## Biographie

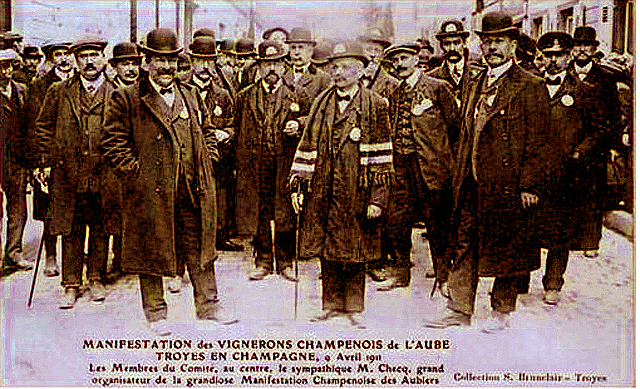
Gaston Cheq et les membres du Comité le 9 avril 1911 à Troyes.

Agent d'assurances et membre du Parti socialiste, il conduisit des manifestations sur Troyes et Bar-sur-Aube afin que les vignobles aubois conservent l'appellation Champagne.
La mobilisation des viticulteurs aubois pour récupérer leur appellation culmina le 9 avril 1911 à Troyes. Le comité d'organisation, conduit par Gaston Cheq, prit la tête du cortège, arborant des « insignes aux allures de médailles distribuées lors des comices agricoles », il était suivi par les femmes en tenue de travail, puis par les hommes en habits du dimanche.

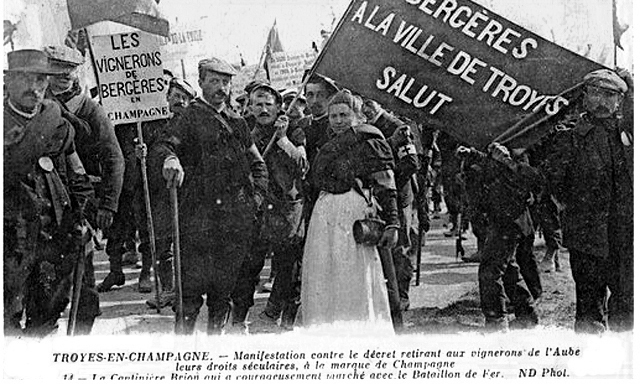
Le bataillon de fer de Bergères et sa cantinière.

Les manifestants brandissaient des pancartes rappelant leurs villages d'origine, intitulant leur délégation « bataillon de fer » et agitant, face à la troupe à cheval, autant de drapeaux rouges que de tricolores. 
Les photographes prirent des clichés pour éditer des cartes postales généralement favorables aux manifestants. Beaucoup d'ailleurs prennent la pose en dépit du risque évident, puisque qualifiés de « mutins ». Cependant le gouvernement dut céder et abrogea le décret. À Bar-sur-Aube, une statue a été élevée à la mémoire de Gaston Cheq qui atteste toujours de l'importance de cette révolte dans l’histoire régionale afin que les vignobles aubois conservent l'appellation Champagne,.